# Rotonda de Westmoreland
La Rotonda de Westmoreland es una rotonda con tráfico rodado que se encuentra en el límite del estado de Maryland y Washington D. C. La rotonda se encuentra en el cruce de la avenida Western, Butterworth Place, la avenida Massachusetts, el camino de Dalecarlia y la carretera de Wetherill. La Iglesia Congregacional Unida en Cristo de Westmoreland se encuentra en el lado norte de la rotonda con la dirección número 1 de la rotonda de Westmoreland.